# Prison Saint-Michel (Toulouse)
Pour les articles homonymes, voir Prison Saint-Michel.
La prison Saint-Michel est un bâtiment toulousain se situant au 18bis de la Grande-rue Saint-Michel  sur l'ancienne route qui reliait Toulouse à Narbonne, dans le quartier Saint-Michel. Elle a été en partie inscrite monument historique par arrêté du 25 février 2011.

## Historique

### Origine
Cette prison aux allures extérieures de château fort du Moyen Âge a été conçue par l'architecte départemental Jacques-Jean Esquié en 1855, sous le règne de Napoléon III sous le nom de la « maison d'arrêt, de justice et de correction pour hommes » dans le faubourg de Saint-Michel. Elle est construite de 1861 à 1869 par le département pour une somme de 800 000 francs et pour une capacité de 400 détenus. À la suite de la guerre franco-prussienne, la prison Saint-Michel est d'abord utilisée comme hôpital et les premiers détenus arrivent seulement en 1872, notamment des femmes où un quartier leur est réservé en 1869. Jacques-Jean Esquié a présenté un mémoire sur les nouvelles prisons à l'Académie des sciences, inscriptions et belles-lettres de Toulouse en 1868.

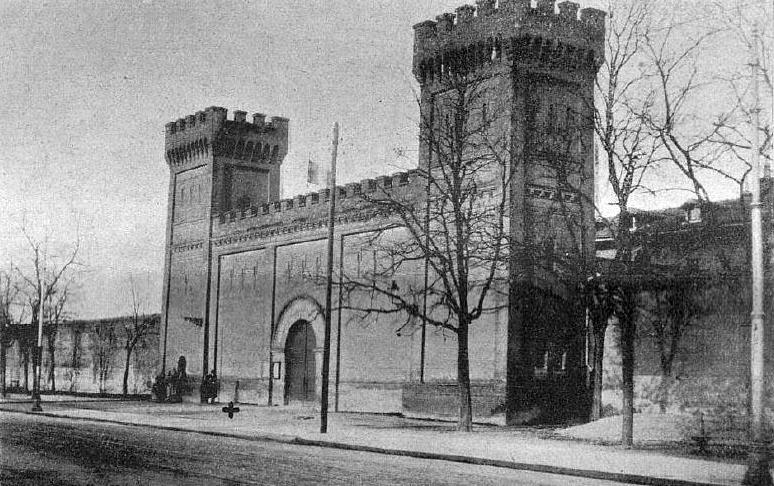
La prison en mars 1923, la croix indique le lieu de la dernière exécution publique à Toulouse, le 10 mars.

En octobre 1913, à la suite du rejet de la grâce d'un condamné à mort, la mairie de Toulouse prend la décision de faire procéder aux exécutions capitales devant la prison, au lieu de supplicier au Port-Garaud voisin, sur les rives de la Garonne, comme cela se pratiquait depuis près de 70 ans. Le 10 mars 1923, deux soldats criminels sont décapités à la porte de la prison Saint-Michel lors de la dernière exécution publique toulousaine. Vingt-cinq ans plus tard, le 13 janvier 1948, deux meurtriers sont guillotinés dans la cour d'honneur du castelet.

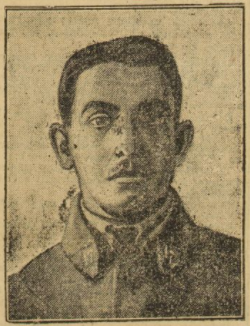
Vigneau exécuté publiquement le 10 mars 1923, portrait tiré de La Depêche du 19 octobre 1922

### Seconde Guerre mondiale et la Résistance
Cette prison ne laisse guère indifférent, surtout quand on sait qu'André Malraux (écrivain et résistant), chef des maquis du Lot sous le nom du Colonel Berger dans la clandestinité, y séjourna en attendant la libération de la ville lors de la Seconde Guerre mondiale. Il s'échappe grâce au coup de force des frères Angel sous les ordres de Jean-Pierre Vernant, la veille de la date prévue pour le transfert de Malraux en Allemagne.[réf. souhaitée]
Durant la première quinzaine de juillet 1940 a séjourné Herschel Grynszpan, l'assassin du conseiller d'ambassade Ernst vom Rath le 7 novembre 1938.[réf. souhaitée]
Pendant l'occupation nazie, de nombreux résistants y furent détenus, condamnés à mort et exécutés, comme Marcel Langer, chef de la 35e brigade des FTP-MOI, condamné à mort par la justice de l'État Français de l'époque et guillotiné dans la prison de Saint-Michel le 27 juillet 1943, Angel Alvarez Fernandez,Conchita Ramos, Maurice Fontvieille, Sylvain Dauriac, Angèle Bettini, Raymond Naves, Alice Kokine, François Verdier, Jean Durand, Marcelle Fontès, Henriette Guiral et sa fille Suzanne Guiral, et beaucoup d'autres. Le 30 janvier 1942, Melanie Berger, autrichienne, membre du groupe des Révolutionnaires communistes exilés à Montauban y est incarcérée. Le résistant allemand antifasciste (Travail allemand) Gerhard Leo (1923-2009) y sera incarcéré de mai au 3 juin 1944 et violemment interrogé par les SS sur ses activités de résistance qui le conduiront à être inculpé de haute trahison, cet épisode est narré dans deux chapitres de son autobiographie Un train pour Toulouse, Messidor, 1989, où il brosse un tableau des conditions de détention et des populations incarcérées. Au Combat de Douch le Maquis Bir-Hakeim est attaqué par les allemands et feront 4 prisonniers Henri Vasseur, Edmond Guyaux, Jacques Sauvegrain et Henri Arlet retenu à la Prison Saint-Michel il y seront fusillés le 9 novembre 1943,.
Le 19 août 1944, les femmes des détenus forcent les portes de la prison et les libèrent, un épisode marquant de la libération de la ville.[réf. souhaitée]

### Suite et fermeture progressive
Depuis le début des années 1980, les détenus en semi-liberté sont accueillis dans le couvent mitoyen des Lazaristes. En 2000, le ministère de la Justice programme le transfert des détenus vers la maison d'arrêt de Seysses et le centre de détention de Muret. En 2001, l'explosion de l'usine AZF endommage le couvent. Les prisonniers en semi-liberté déménagent dans l'ancien quartier des femmes.
Le 27 janvier 2003, les 480 détenus de la maison d'arrêt au 18bis Grande rue Saint-Michel sont transférés à la nouvelle maison d'arrêt à Seysses. Seul le Centre de semi-liberté reste sur place. Les 30 derniers détenus ont déménagé à Seysses en octobre 2009.

### Devenir du bâtiment
Mais le devenir du bâtiment semble poser problème car l'État pourrait vendre l'édifice aux enchères. La mairie toulousaine souhaitait acquérir le bâtiment. En 2002, l'État s'était engagé à céder la prison à la ville pour un prix de 750 000 euros. En 2010, le gouvernement semble s'être ravisé. Les partisans de sa conservation et réhabilitation en équipement public demandent qu'elle soit protégée au titre des bâtiments historiques. Le Ministère de la culture indique que l'ancienne maison d'arrêt Saint-Michel, « de par son architecture et son insertion dans le tissu urbain, est un témoignage quasi unique de l'histoire des prisons ». Le 28 janvier 2011, la Commission régionale de la protection des sites (CRPS) s'est prononcée pour la protection du castelet et de la cour d'honneur dite « cour des fusillés », soit la proposition de protection faite par le Ministère de la justice, propriétaire des lieux. Mais elle a été empêchée de donner un avis sur la protection de l'ensemble comprenant la rotonde et ses cinq branches, demandée par des associations de quartier et d'anciens résistants, ainsi que par 10 808 pétitionnaires (un « avis sous la contrainte » selon La Dépêche du Midi). Dès le 31 janvier, le préfet a annoncé l'inscription aux Monuments historiques du castelet d'entrée, de la cour d'honneur et des bâtiments qui la bordent. Il propose à la Ville de Toulouse de lui céder cette partie inscrite (environ 2 000 m2 au sol) à l'euro symbolique et le reste dont la rotonde et des branches (environ 15 000 m2 au sol) à 11,3 millions d'euros. La mairie a deux mois pour répondre, alors que les conditions de sa protection partielle font polémique. La Comité de quartier Saint-Michel a demandé au préfet de région de convoquer une nouvelle réunion de la CRPS pour qu'elle puisse enfin voter un avis sur la protection à donner à cet ensemble monumental. La rénovation du bâti délabré est estimée à 40 millions €. En mars 2017, des négociations sont entamées pour faire une nouvelle proposition.

## Architecture

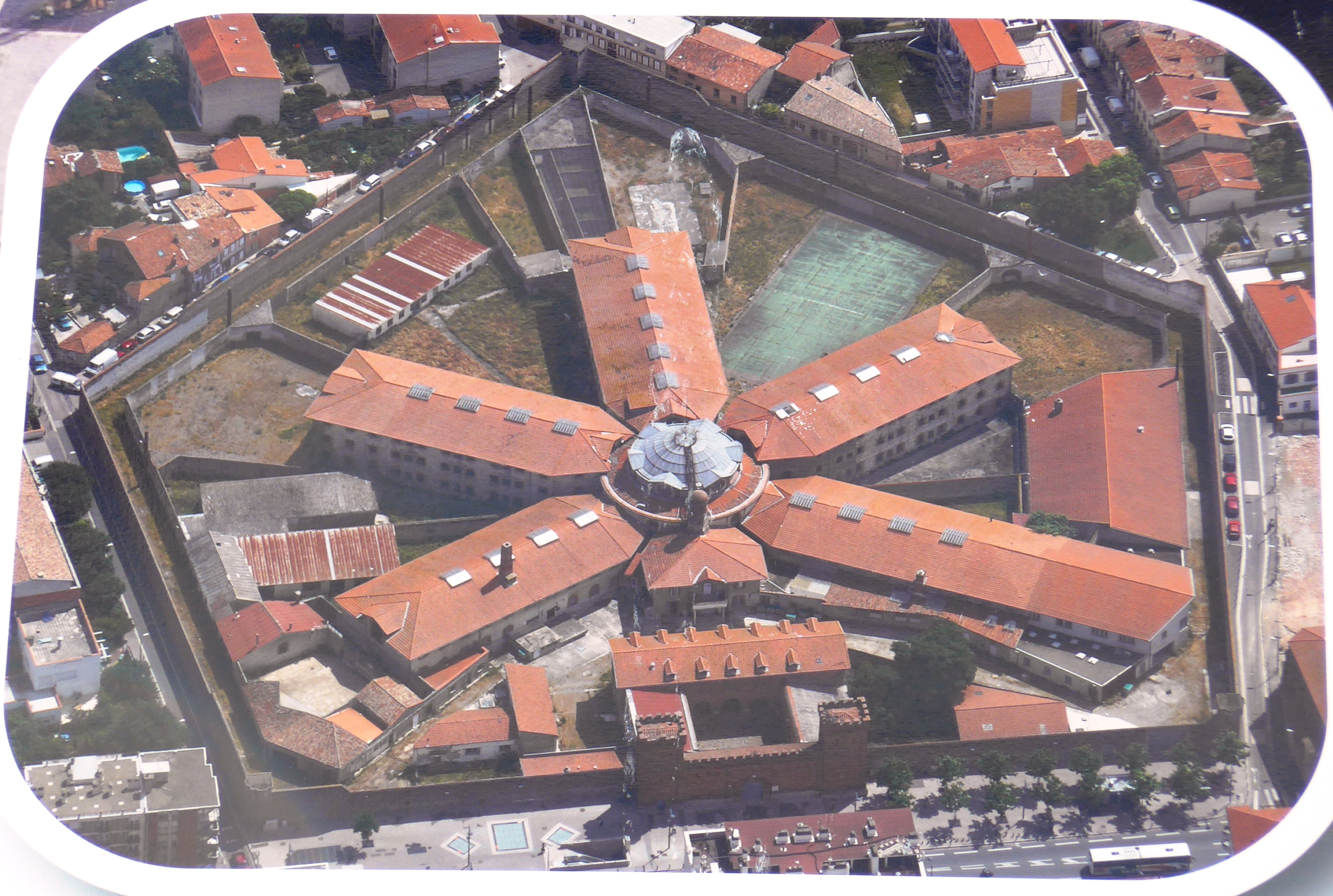
Vue aérienne de la prison Saint-Michel

Sa situation géographique, au centre de la rue Saint-Michel et sa conception architecturale en étoile, font de ce bâtiment une bâtisse symbole du patrimoine toulousain. La superficie totale du bâtiment est de 19 400 m².
- Face à la rue Saint-Michel se trouve l'entrée qui est constituée d'un fortin en briques rouges dit castelet avec ses deux tours crénelées[12].
- Juste derrière se trouve une cour d'honneur dite « Cour des fusillés »[13].
- Encore derrière se trouve l'ancienne prison en elle-même avec une architecture dite « Philadelphienne ». Le bâtiment est axé autour d'une rotonde sur laquelle s'étirent les cinq branches en étoile sur trois niveaux sur 15 000 m2[13]. L'aile numéro trois au premier niveau était destinée aux cellules disciplinaires. Le bâti est très délabré.

### Aspect extérieur/intérieur
Son architecture fait penser à celles des châteaux forts médiévaux. La prison Saint-Michel détonne. Une singularité architecturale volontaire en cette deuxième moitié du XIXe siècle. À cette époque, il fallait impressionner le passant et rester sur l'idée de prisons aux conditions déplorables : l'aspect d'un château médiéval pourvu de deux tours massives et dotées de créneaux a longtemps participé à cet effet. Mais en réalité la prison Saint-Michel du XIXe siècle était dotée de systèmes de ventilation et de chauffage par conduits d'air chaud, et d'autres nouvelles normes hygiéniques constituaient autant d'avantages consentis aux détenus, que la plupart des habitants de Toulouse étaient loin de posséder chez eux. La prison Saint-Michel vue de l'extérieur n'était donc pas à l'image du confort qui régnait à l'intérieur, pour une prison du XIXe siècle.

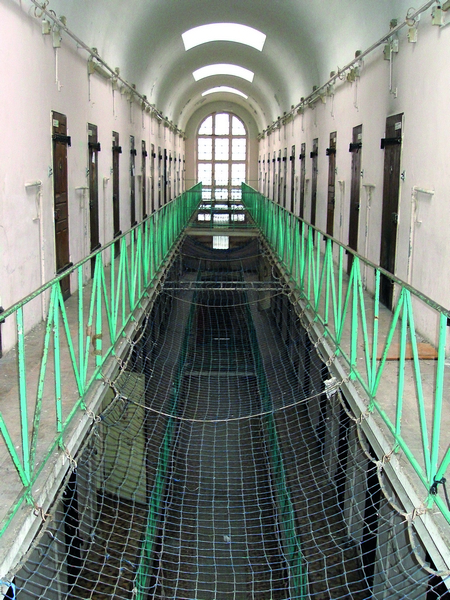
Intérieur de la prison
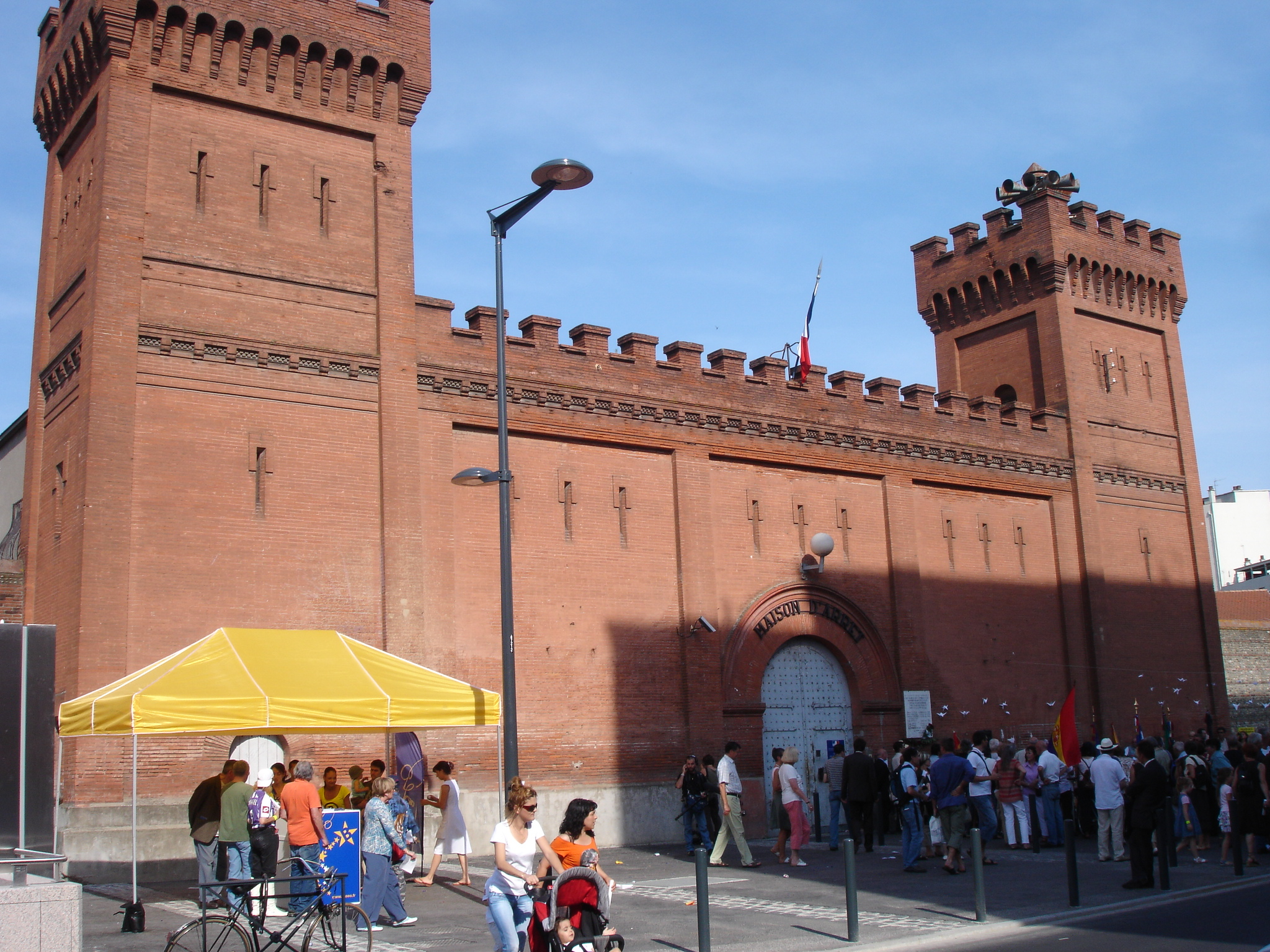
Façade de la prison
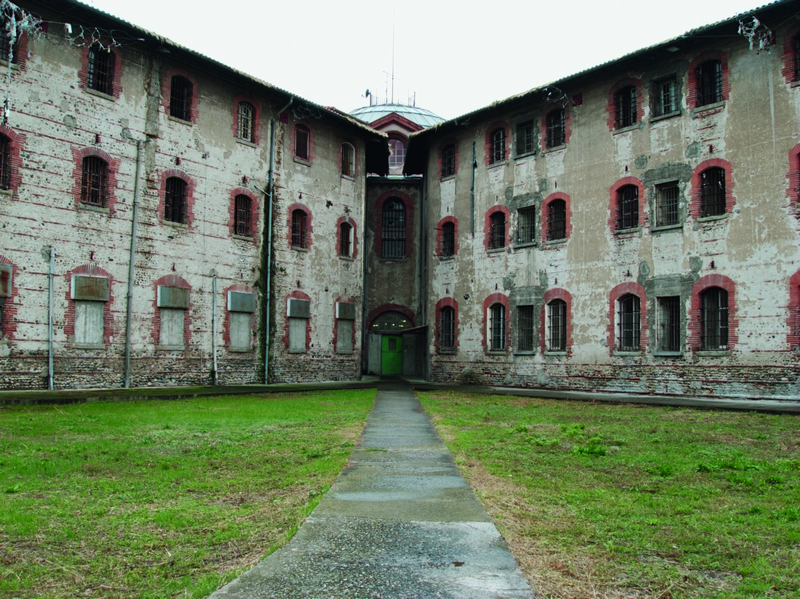
Intérieur de la prison

## Mystère des ossements de la prison Saint-Michel
Un ancien détenu, Cyprien Elix, et quatre autres détenus s'échappent de la prison dans la nuit du 2 au 3 août 1978 par un tunnel. En creusant, les détenus affirment avoir trouvé des souterrains aménagés par l'occupant allemand durant la Seconde Guerre mondiale et une fosse de cinq ou six crânes et d'ossements humains calcinés. Elix est repris quelques jours après et prévient l'administration de sa découverte. Rien ne se passe jusqu'en 2004, où Monique Dellatre-Attia, fille de Jean Dellattre, résistant disparu le 17 août 1944, apprend l'existence de cette légende et de Cyprien Elix. En 2008, elle le retrouve. Et en 2009, Cyprien Elix, malade, accepte de montrer l'emplacement du tunnel. L'ancien évadé décède en septembre 2009. Mme Dellatre-Attia par le biais du sénateur socialiste Mirassou a demandé à la chancellerie toulousaine d'ordonner une expertise de ces restes.

## Images d'une prison
Peu d'artistes ou de photographes ont pu réaliser des images de cette prison. En 2003, des photographies ont été commanditées par la DRAC auprès de Dominique Delpoux (Agence Vu) et par la Ville de Toulouse auprès de l'artiste, Chantal Vey. Marc Le Flour a fait un reportage en 2004 tandis que Frédérique Gaillard a photographié la prison peu de temps avant sa fermeture, Traces d'une prison, 2007-2008 (présentées et exposées à Toulouse, Paris et Salvador de Bahia). Ce travail photographique s'inscrivait dans le projet Traces d'habitat (2006-2009) : démarche de type Urbex. Les photographes Florence At et Maurice Cuquel, ainsi que le joueur de rugby Clément Poitrenaud, ont réalisé un reportage dans la prison désaffectée en 2012 intitulé « Prison Saint-Michel, dix ans après », qui a ensuite été exposé à la maison d'arrêt de Seysses et vu par les détenus hommes et femmes,.
Toutes les images et documents récupérés dans la prison ont fait l'objet d'une exposition collective en 2014 à l'espace Niel de Toulouse.